# Breuvages Bull's Head
Pour les articles homonymes, voir Breuvage.

Logo

Breuvages Bull's Head est une entreprise canadienne des Cantons-de-l'Est au Québec, qui produit et distribue principalement un « soda gingembre » ou « Ginger Ale », dont la recette originale date de 1896.

## Historique
C'est en 1896, que John Henry Bryant a créé le soda gingembre qui devint populaire surtout auprès de la population anglophone des Cantons-de-l'Est. L’entreprise est revendue dans les années 1970, puis arrête sa production dans les années 1980.
Après avoir été rouverte une première fois par la famille O'Donnell de Richmond, en 1993, Breuvages Bull's Head est une nouvelle fois refondée en 2009 avec l'implication des frères Carl et Dominic Pearson, de Richmond et de Charles Martel de Sherbrooke.